# 베이비페이스 (음악가)
케니스 브라이언 에드먼즈(Kenneth Brian Edmonds, 1959년 4월 10일 ~ )는 베이비페이스(Babyface)로 잘 알려진 미국의 R&B싱어이자 싱어송라이터, 기타리스트, 감독, 기업가 겸 유명 작곡가이다.

## 어린 시절
에드먼즈는 1959년 4월 10일, 마빈과 바바라 에드먼즈 사이 인디애나주 인디애나폴리스에서 태어났다. 바바라는 제약 공장에서 생산 운영자였다.

## 디스코그라피
Manchild과 함께
- Power and Love (1977)
- Feel the Phuff (1978)

더 딜과 함께
- Street Beat (1983)
- Material Thangz (1985)
- Eyes of a Stranger (1987)

솔로
- Lovers (1986)
- Tender Lover (1989)
- A Closer Look (1991)
- For the Cool in You (1993)
- The Day (1996)
- Christmas with Babyface (1998)
- Face2Face (2001)
- Grown & Sexy (2005)
- Playlist (2007)
- Love, Marriage & Divorce (with 토니 브랙스톤) (2014)
- Return of the Tender Lover (2015)